# Grupo São Braz
O Grupo São Braz é um conglomerado de empresas brasileiras, sendo considerado um dos maiores grupos empresariais da Região Nordeste do país. Está sediado em Cabedelo, Paraíba.
 Em abril de 2010, a empresa Autobraz, integrante do Grupo, foi a primeira do país a receber o «Selo Verde».
Entre os vários produtos que compõem a marca São Braz destacam-se: o cuscuz NovoMilho Flocão, o café São Braz, os snacks Pippo's, Brazitos, Torraditos, batatas, entre outros.
Composto de concessionárias de carro das marcas Chevrolet, Fiat e Toyota e afiliadas Globo de televisão, rádio Cabo Branco e CBN, e Jornal da Paraíba On line.
Detentora da rede de franquias São Braz Coffee Shop com lojas na Paraíba, Pernambuco, Rio Grande do Norte, Piauí, Alagoas e Sergipe.

## Empresas do grupo
| Atividade                       | Empresa              | Sede           |
| ------------------------------- | -------------------- | -------------- |
| Industria alimentícia           | São Braz             | Cabedelo       |
| Comércio de subprodutos do café | São Braz Coffee Shop | Cabedelo       |
| Rede Paraíba de Comunicação     | TV Cabo Branco       | João Pessoa    |
| Rede Paraíba de Comunicação     | Cabo Branco FM       | João Pessoa    |
| Rede Paraíba de Comunicação     | CBN João Pessoa      | João Pessoa    |
| Rede Paraíba de Comunicação     | João Pessoa FM       | João Pessoa    |
| Rede Paraíba de Comunicação     | TV Paraíba           | Campina Grande |
| Concessionária de automóveis    | Autobraz             | Natal          |
| Concessionária de automóveis    | Brazmotors           | João Pessoa    |
| Concessionária de automóveis    | Autovia              | João Pessoa    |
| Concessionária de automóveis    | Araguaia Motors      | Palmas         |

### Antigas empresas
- Paraíba FM
- Jornal da Paraíba